# Buchaberg (Steinburg)
Buchaberg (auch Buchenberg) war ein früherer Ortsteil der damaligen Gemeinde Steinburg, durch Eingemeindung heute auf dem Gebiet der Gemeinde Hunderdorf. Er liegt etwa eineinhalb Kilometer Luftlinie östlich von Steinburg und rund vier Kilometer nordöstlich von Hunderdorf, am Nordhang des Hinteren Buchenbergs.
Die Volkszählungsdaten belegen den Bestand der Einöde als Wohnplatz bis mindestens 1875, als dreizehn Einwohner aufgeführt wurden. Nach der Volkszählung von 1875 wird der Ort in der Gemeinde Steinburg nicht mehr erwähnt und ist heute eine Wüstung. Unmittelbar östlich anschließend lag der Weiler Buchaberg, der damaligen Gemeinde Obermühlbach, jetzt Neukirchen.

## Geschichte
In einer Kartendarstellung aus der Zeit um 1829 wird der Ort als „Loitschhäusel“ bezeichnet, in dem zugehörigen Repertorium wird der Ort als „Buchenberg, (auch Loitshhäusel), E.bey Schafberg, 1 H.“ beschrieben. Im Adress-Handbuch von 1837 findet es sich als Buchaberg in der Gemeinde Steinburg. In der Uraufnahme aus der Zeit zwischen 1808 und 1864 ist ein Gebäude in Buchaberg (Buchenberg) dargestellt. Eine Versteigerungsankündigung beschreibt das Anwesen im Jahr 1850 als Wohnhaus gemischter Bauart mit Stall und Stadl unter einem Dach, einem Backofen und insgesamt 4,46 Tagwerk Grund.

### Einwohnerentwicklung
In den Volkszählungsdaten für 1871 wird Buchaberg als Einöde mit sechs Einwohnern, drei Gebäuden und einem Rindvieh aufgeführt. Der Ort der Gemeinde Steinburg ist zugehörig zur zwei Kilometer entfernten kath. Pfarrei Neukirchen, zur Schule Windberg, die in dreieinhalb Kilometer Entfernung liegt und zur Post im über zehn Kilometer entfernten Bogen.
- 1861: 00 1 Gebäude[9]
- 1871: 00 6 Einwohner, 3 Gebäude
- 1875: 0 13 Einwohner